# Barta János (történész)
Barta János (Budapest, 1940. június 27. –) magyar író, néprajzkutató, történész, lexikográfus, egyetemi tanár. A történelemtudományok kandidátusa (1977), a Magyar Tudományos Akadémia doktora (1999).

## Életpályája
1958–1963 között a Kossuth Lajos Tudományegyetem Bölcsészettudományi Karának történelem-angol-néprajz szakán tanult. 1963–2010 között a Kossuth Lajos Tudományegyetem Bölcsészettudományi Kar középkori egyetemes történelem tanszéke oktatója, 1987–2005 között tanszékvezetője, 1999-től egyetemi tanára volt. 1986–1989 között, illetve 1990–1993 között dékánhelyettes volt. 1990–1998 között a Hajdú-Bihar Megyei Választási Bizottság elnöke volt. 1994–2002 között a Kossuth Lajos Tudományegyetem Bölcsészettudományi Kar Történelmi Intézet igazgatója volt. 1995–1999 között a Századok szerkesztőbizottsági tagja volt. 1995-től a Csokonai História Könyvek sorozat szerkesztője. 1996–2002 között a Debreceni Akadémiai Bizottság tudományos titkára volt. 1999-ben a Magyar Tudományos Akadémia doktora lett. 1999-től a Magyar Tudományos Akadémia Történettudományi Bizottság tagja. 2001–2007 között a Magyar Tudományos Akadémia közgyűlési képviselője volt. 2002–2008 között a Debreceni Akadémiai Bizottság Történettudományi Munkabizottság elnöke volt. 2004–2010 között a Debreceni Egyetem Történelmi és Néprajzi Doktori Iskola vezetője volt. 2006 óta a Debreceni Szemle főszerkesztője. 2008-tól a Magyar Tudományos Akadémia Egyetemtörténeti Albizottság tagja, valamint a Debreceni Akadémiai Bizottság Társadalomtudományi Szakbizottság elnöke. 2010-ben nyugdíjba vonult. 2010-ben professzor emeritus címet kapott. 2010-től a Magyar Tudományos Akadémia Agrártörténeti és Faluszociológiai Albizottság tagja.

## Családja
Szülei: Barta János irodalomtörténész (1901–1988) és Heinrich Terézia voltak. Testvére, Barta Gábor történész volt. Nős, felesége, Hajóczky Éva. Két fia van: János (1968) és Imre (1969).

## Művei
- A nevezetes tollvonás. II. József visszavonja rendeleteit (1978)
- Kétszáz éves II. József türelmi rendelete (1981)
- Hét koporsó. A magyar jakobinusok mozgalma (1981)
- A felvilágosult abszolutizmus agrárpolitikája a Habsburg- és a Hohenzollern-monarchiában (1982)
- A "Tündérkert" romlása. Erdély története 1630-tól 1707-ig (1983)
- A kétfejű sas árnyékában. Az abszolutizmustól a felvilágosodásig, 1711-1780 (1984)
- Budavár visszavétele (1985)
- Budavár felszabadításának 300. évfordulója (1985)
- Miért halt meg Zrínyi Péter? A Wesselényi-összeesküvés története (1986)
- Mária Terézia (1988)
- A meg nem értett királynő. Mária Terézia, az uralkodó (1994, 2001)
- "Napkirályok" tündöklése. Európa a XVI-XVIII. században (Debrecen, 1996)
- A kétfejű sas hatalmában (1997)
- A tizennyolcadik század története (2002)
- A kétfejű sas hatalmában. Magyarország története, 1711–1815; 2. jav. kiad.; Helikon, Budapest, 2008 (Új képes történelem)
- A kalapos király emlékezete. II. József és Magyarország; Didakt–Debreceni Egyetemi, Debrecen, 2012 (Series commentariorum de arte humana et geographia)
- Magyarország története a 18. században (2017)
- Újjáépítés és modernizáció. Új remények a kétfejű sas árnyékában. 1699–1795 (2020)
- Horn Ildikó–Barta János: Három ország, egy haza. A mohácsi vésztől a karlócai békéig, 1526–1699; Kossuth, Budapest, 2020 (Polihisztor)

## Díjai
- Kiváló munkáért kitüntető jelvény (1983)
- Széchenyi professzor ösztöndíj (1999-2002)
- Tudással Magyarországért emlékplakett (2001)
- Debrecen város kultúrájáért (2002)
- Debreceni Egyetem BTK Emlékérme (2003)
- Debreceni Akadémiai Bizottság Plakett Tudományos Munkáért (2004)
- Debrecen Város Csokonai-díja (2005)
- Debreceni Egyetem BTK publikációs díja (2006)
- Debreceni Egyetem Tudományegyetemi Karokért Emlékérem (2010)
- Szent-Györgyi Albert-díj (2011)[3]
- Tankó Béla-emlékdíj (2016)[4]
- Debrecen díszpolgára (2019)[5]